# Itanhomi
Itanhomi is een gemeente in de Braziliaanse deelstaat Minas Gerais. De gemeente telt 12.357 inwoners (schatting 2009).

## Aangrenzende gemeenten
De gemeente grenst aan Capitão Andrade, Conselheiro Pena, Engenheiro Caldas, Tarumirim en Tumiritinga.